# Záhvozd
Záhvozd (též Záhvozdí či Zagwozd, Zagost) je historický název krajiny na pomezí Německa, Polska a Česka v povodí Lužické Nisy.

## Název a jeho historie
Jméno získalo území pro svou polohu za hranicí raně středověkých Čech. Pro tuto oblast má stejný název i němčina – a to ve formě Zagost.
Název Záhvozd bývá používán již na mapkách znázorňujících území českých kmenů před vznikem českého státu.
Prameny však územní celek pod tímto názvem jednoznačně dokládají až ve 12. a 13. století, a to jako nejjižnější část Budyšínska – předchůdce Horní Lužice. V této době je možno Záhvozd považovat za okrajovou oblast lužickosrbského osídlení (původně kmenem Milčanů), kde se mísily zájmy českých panovníků či panských rodů se zájmy německých vládnoucích vrstev z oblasti dnešního Saska.
Novým a přesnějším vymezením hranic Čech směrem na sever s Budyšínskem název Záhvozd pozbyl teritoriální význam, ale do značné míry na něj navázalo Žitavsko – jako vnější český kraj.